# Birkeneck

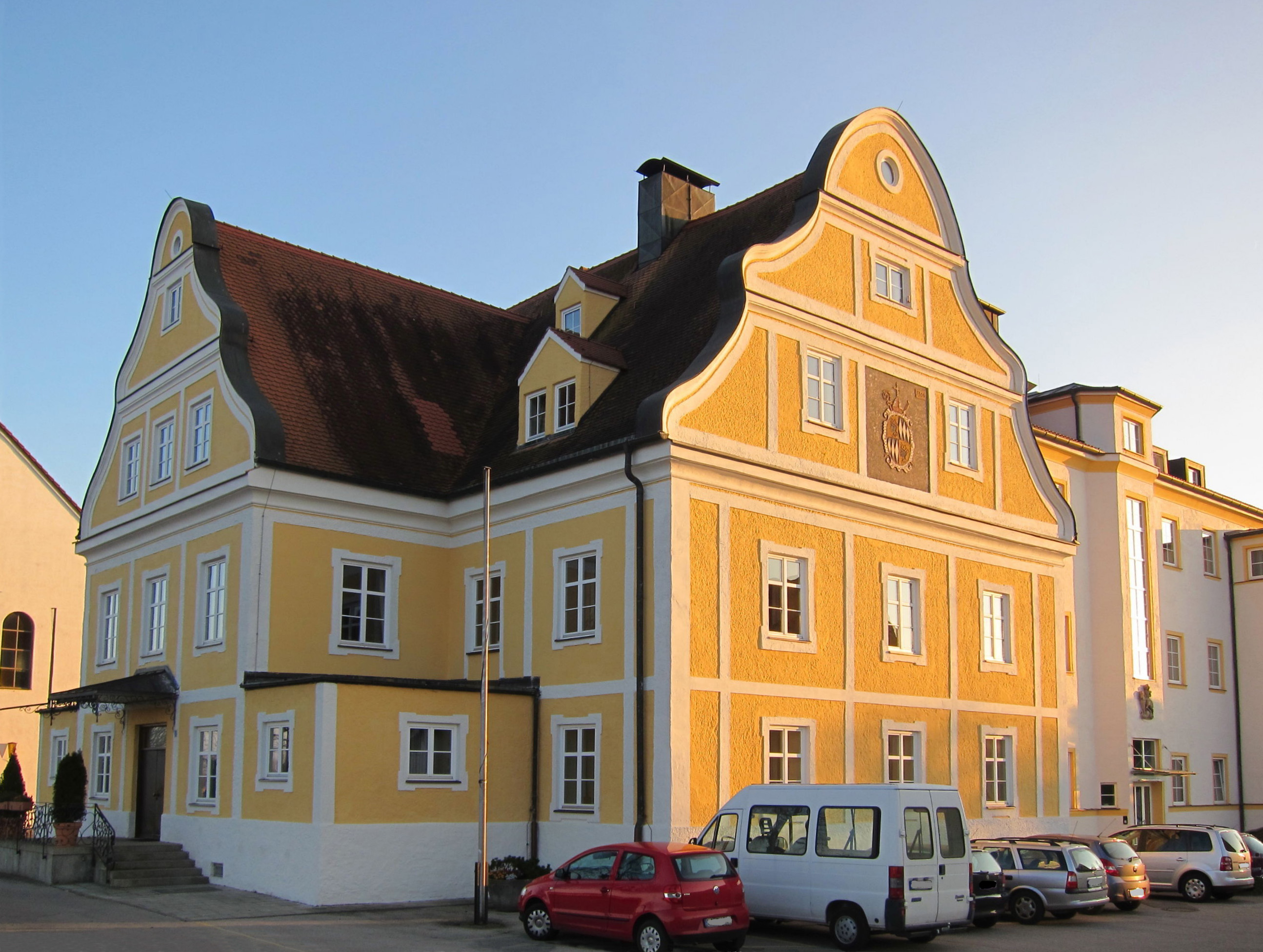
Schloss Birkeneck

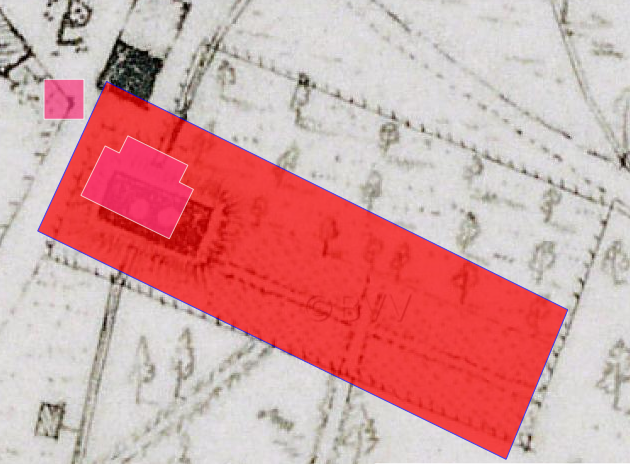
Lageplan von Schloss Birkeneck auf dem Urkataster von Bayern

Birkeneck ist ein Gemeindeteil der Gemeinde Hallbergmoos im Landkreis Freising und Sitz des Jugendwerks Birkeneck. Birkeneck liegt im Nordosten der Gemeinde Hallbergmoos an der Verbindungsstraße zwischen Hallbergmoos und Oberding. In Sichtweite befindet sich der Flughafen München.

## Geschichte
Das Schloss Birkeneck wurde 1706 als Jagdschloss vom Fürstbischof von Freising Johann Franz Eckher von Kapfing und Liechteneck erbaut. Nach der Säkularisation in Bayern 1803 wechselte das Anwesen mehrfach den Besitzer und gelangte schließlich 1826 in den Besitz von Theodor von Hallberg-Broich, dem Gründer von Hallbergmoos.
1925 kauften die Herz-Jesu-Missionare das Schloss, um dort ein Heim für gefährdete Jugendliche einzurichten. Heute bietet die Einrichtung etwa 100 Plätze für Jugendliche, die ihre Lebenssituation nicht mehr ohne professionelle Hilfe bewältigen können. Es werden stationäre, teilstationäre und ambulante Betreuung angeboten.
Die Anlage ist unter der Aktennummer D-1-78-130-4 als denkmalgeschütztes Baudenkmal von Birkeneck verzeichnet. Ebenso wird sie als Bodendenkmal unter der Aktennummer D-1-7636-0202 im Bayernatlas als „untertägige frühneuzeitliche Befunde im Bereich des ehem. fürstbischöflichen Jagdschlosses Birkeneck mit zugehörigen barocken Gartenanlagen“ geführt.